# Ia Hla
Ia Hla là một xã thuộc huyện Chư Pưh, tỉnh Gia Lai, Việt Nam.
Xã Ia Hla có diện tích 124,47 km², dân số năm 2005 là 2.283 người, mật độ dân số đạt 18 người/km².